# Periclimenes scriptus
Periclimenes scriptus is een garnalensoort uit de familie van de Palaemonidae. De wetenschappelijke naam van de soort is voor het eerst geldig gepubliceerd in 1822 door Risso.